# Gymnasium St. Ursula Dorsten

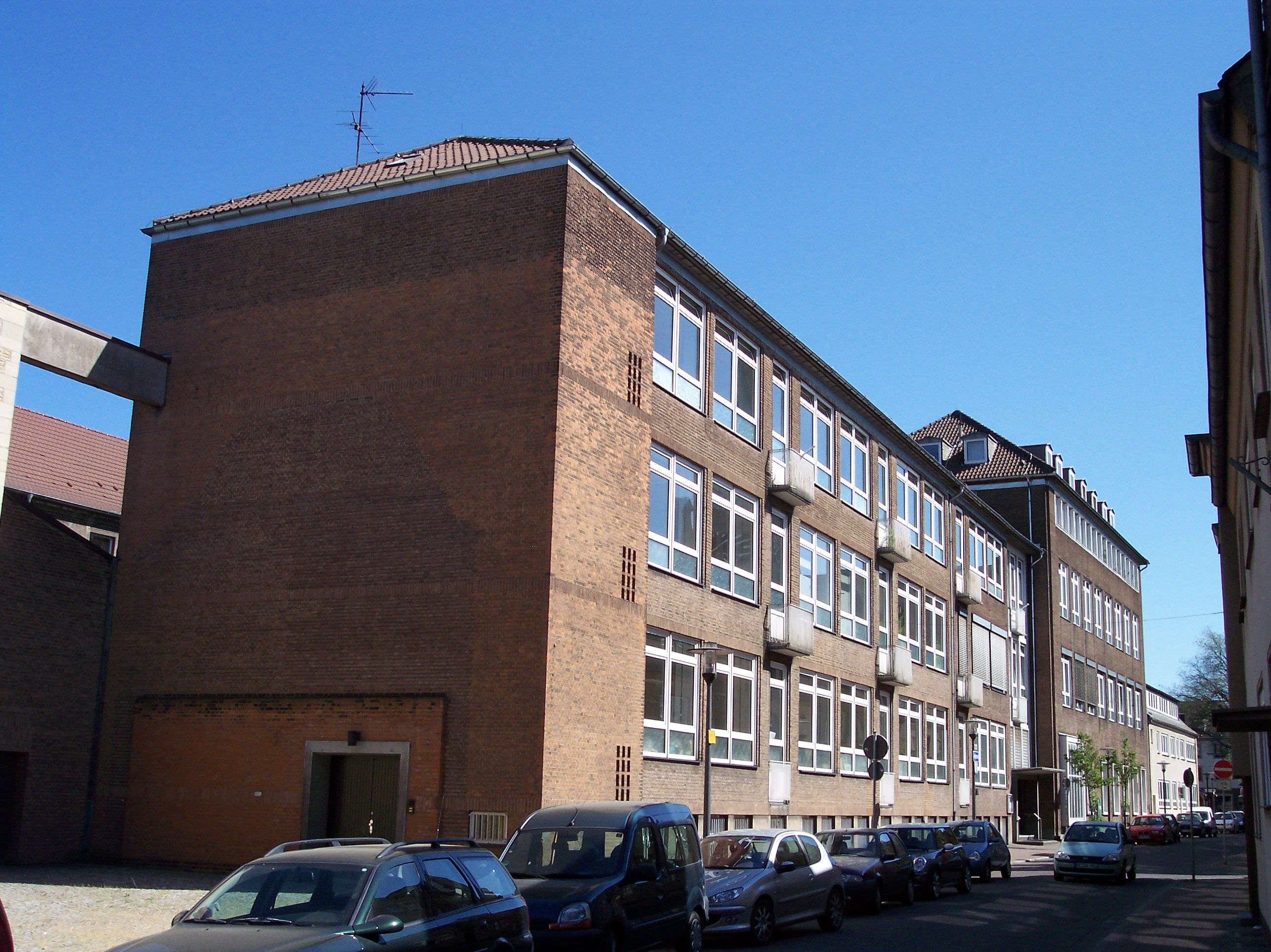
Gymnasium St. Ursula, Teil des Altbaus

Das Gymnasium St. Ursula Dorsten ist ein staatlich anerkanntes privates Gymnasium in der Stadt Dorsten mit etwa 1000 Schülern und 65 Lehrern (Stand 2023). Schulträger ist die Stiftung St. Ursula Dorsten, die in Dorsten auch die Realschule St. Ursula betreibt. Beide Schulen arbeiten eng zusammen. Schulleiterin ist seit 2015 Elisabeth Schulte Huxel.

## Geschichte
Mit der Gründung des Ursulinen-Klosters in Dorsten 1699 wurde auch eine Unterrichtsanstalt für höhere Töchter eröffnet. Diese wurde im 19. Jahrhundert in ein Lyzeum umgewandelt. Nachdem der Zugang zum Abitur auch für Mädchen freigegeben worden war, wurde die Schule Oberlyzeum genannt.
Während des nationalsozialistischen Regimes geriet die Schule wegen wiederholter „Unbotmäßigkeit“ und „Widersetzlichkeit“ ins Visier der Diktatur. U.a. war die Schulleiterin dagegen eingeschritten, als der Bund Deutscher Mädel (BDM) in der Schule dafür werben wollte, in den BDM einzutreten. Laurenz Schmedding, von 1925 bis 1939 Lehrer am Oberlyzeum St. Ursula und Rektor der Ursulinenkirche, weigerte sich, dort die Hakenkreuzfahne zu hissen. Schließlich wurde den Ursulinen die Trägerschaft der Schule genommen; gleichzeitig sie ein weiteres Mal umbenannt, diesmal in Oberschule für Mädchen.
1945 bekamen die Ursulinen die Trägerschaft zurück und eröffneten die Schule in dem zu fünf Sechsteln zerstörten Gebäude am 21. Januar 1946 als Gymnasium. In den 1970er Jahren durften auch die ersten Jungen die Schule besuchen.

## Schulprojekt
Seit 1997 gibt es am Gymnasium St. Ursula ein Schulprojekt, mit diesem wird vor allem Kindern aus Kambodscha geholfen. Dies geschieht in Zusammenarbeit mit der NGO „Partners in Compassion“, einem kleinen Projekt, das durch einen amerikanischen Arzt, Privatpersonen, die Schweizer Schmitz-Hille-Stiftung und das Gymnasium St. Ursula unterstützt wird. Ein besonderes Projekt ist der Kambodscha-Laden, ein kleiner Schreibwarenladen im Gymnasium, dessen Erlös in die Projekte fließt. Für den Bau eines Kindergartens hat das Gymnasium die Ehrenverdienstmedaille des Staates Kambodscha bekommen. In den fast zehn Jahren haben sie den Bau mehrerer Ausbildungszentren für Mädchen und Frauen zu Näherinnen und Friseurinnen finanzieren können, Alphabetisierungsklassen eingerichtet und zwei Wohnhäuser für ehemalige „trafficked children“, Kinder die von ihren Eltern verkauft wurden, gebaut, in denen sie ein Zuhause finden, um von den Traumata ihrer Vergangenheit geheilt zu werden. Zum zehnjährigen Jubiläum der Kambodscha AG wurde im Oktober 2007 eine sogenannte 24-Stunden-Aktion durchgeführt. Hierbei ließen sich die Schüler des Gymnasiums von Verwandten und Freunden für sportliche Aktivitäten sponsern und sammelten mehr als 30.000 €.
Im Januar 2009 wurde die Kambodscha-AG der Schule mit dem Dialogpreis des Diözesankomitees ausgezeichnet. Zur Anerkennung wurde der Schule ein Preisgeld von 500 €, eine Ehrenurkunde und eine Dialogstatue überreicht.

## Sonstiges
In der Lernstandserhebung 2007 der 8. Jahrgangsstufen wurde das St. Ursula Gymnasium als einziges Gymnasium Nordrhein-Westfalens in allen drei untersuchten Fächern Mathematik, Deutsch und Englisch vom Schulministerium ausgezeichnet. Damit gehörte diese Jahrgangsstufe in jedem der Fächer zu den besten 2 % der untersuchten gymnasialen Jahrgangsstufen des Bundeslandes.
Seit über vierzig Jahren kooperieren das St. Ursula Gymnasium sowie das Gymnasium Petrinum Dorsten im Bereich gemeinsamer Kurse in der Oberstufe aber auch in anderen Bereichen.

## Bekannte Schüler
- Maria Lenzen (1814–1882), Schriftstellerin
- Henriette von Noël (1833–1903), Lehrerin und Gründerin der heutigen Hildegardis-Schule in Bochum
- Johanna Eichmann, geborene Ruth Eichmann, Schwester Johanna (1926–2019), Lehrerin und Schulleiterin des Gymnasiums und Oberin der Ursulinen in Dorsten, Begründerin des Jüdischen Museums Westfalen in Dorsten
- Jürgen Overdiek (1954–2007), Architekt und Stadtplaner
- Michael Schlagheck (* 1955), Direktor der Katholischen Akademie des Bistums Essen
- Monika Littau (* 1955), Schriftstellerin.
- Anette Bunse (* 1958), Politikerin
- Cornelia Funke (* 1958), Schriftstellerin
- Christoph Cluse (* 1964), Historiker
- Romy Camerun (* 1964), deutsche Jazzsängerin und Pianistin
- Franz-Josef Deiters (* 1964), deutsch-australischer Literaturwissenschaftler
- Andreas Hüttemann (* 1964), Philosoph
- Petra Bendel (* 1965), Politikwissenschaftlerin
- Gregor Hagedorn (* 1965), Biologe
- Mike Litt (* 1967), deutsch-US-amerikanischer Hörfunkmoderator, DJ und Journalist
- Kevin Vennemann (* 1977), deutscher Autor, Übersetzer und Hochschullehrer
- Florian Schmidt-Gahlen (* 1980), deutscher Theater- und Filmschauspieler
- Adrienne Haan (* 1978), deutsch-luxemburgische Schauspielerin, Sängerin, Autorin und Produzentin[8]
- Vera Gaspar (* 1986), Basketballspielerin

## Bekannte Lehrkräfte
- Laurenz Schmedding (1894–1972), Priester und Lehrer, inhaftiert im Priesterblock des KZ Dachau
- Tisa von der Schulenburg (1903–2001), Schwester Paula (1903–2001), Bildhauerin und Zeichnerin
- Johanna Eichmann (1926–2019), geborene Ruth Eichmann, Schwester Johanna (1926–2019), Lehrerin und Schulleiterin des Gymnasiums und Oberin der Ursulinen in Dorsten, Begründerin des Jüdischen Museums Westfalen in Dorsten